# Vire
Vire er en kommune i departementet Calvados i Basse-Normandie regionen i det nordvestlige Frankrig. Indbyggerne kaldes Virois.

## Geografi
Byen ligger ved floden Vire, hvorfra den har taget sit navn, ved dennes møde med Virène floden.

## Historie
I 1123 byggede kong Henrik 1. af England, som samtidig var hertug af Normandiet et firkantet tårn på et hesteskoformet klippefyldt sted, som var omgivet af en bugtning i Vire-floden. Denne bygning blev meget senere, omkring år 1400 udbygget med volde. Byen, som opstod ved fæstnignen, begyndte at trives ved læderhåndværk og senere ved klædeindustrien.
Under Ludvig 13. af Frankrig hvor mange fæstningsværker fra middelalderen blev anvendt af oprørske huguenotter især blev slottet og dens fæstningsværker sløjfet efter ordre fra Richelieu.
I det 19. århundrede klarede byen sig dårligt under den industrielle revolution og faldt hen i en alvorlig recession.
Under 2. verdenskrig blev Vers i løbet af 20 timer på D-dag den 6. juni 1944, som mange andre af byerne i Normandiet, udsat for et strategisk bombardement fra de allierede, som ødelagde over 80 % af byen . Genopbygningen efter 2. verdenskrig var først tilendebragt i begyndelsen af 1960'erne.